# Waldemar Stenberdt
Waldemar Stenberdt (29. maj 1896 i Åstofte i Asnæs sogn–5. marts 1974 i Hillerød) var privatskoleforstander og borgmester fra partiet Venstre i Hillerød fra 1958 til 1969 og medlem af mange udvalg og bestyrelser.
Stenberdt var søn af købmand Niels Peter Pedersen og hustru Bodil Nikoline Hansen og hed ved dåben 28. juni 1896 i Asnæs Kirke Lauritz Valdemar Pedersen. Han blev gift i 1921 med Ellen Stecher, født 16. august 1898 i Vordingborg.
Wald. Stenberdt tog lærereksamen i 1917 fra Den danske Realskoles Seminarium i København og var lærer på Hindholm Kostskole ved Fuglebjerg 1917–19 og ved Frederikssund Private Realskole 1919–1930.
I 1930 overtog han ledelsen af privatskolen M. Mørks Skole i Hillerød og var forstander indtil 1959. Marie Mørk havde betinget sig, at skolen skulle beholde sit navn efter hende. Stenberdt købte skolen i 1933. Kostskoledelen hørte fortsat under Marie Mørk indtil 1937, hvor denne også blev overtaget af Stenberdt, men han opgav skolearbejdet i 1959, og skolen blev omdannet til selvejende institution. I 1954 var han blevet medlem af Hillerød byråd for partiet Venstre, og 1958–1969 var han borgmester i Hillerød, 1969–70 viceborgmester. Inden han kom til Hillerød, havde han også siddet i byrådet i Frederikssund.
Wald. Stenberdt lagde et stort arbejde i de private realskolers foreninger og har været formand og næstformand i flere af dem, har også siddet i andre uddannelsesudvalg samt i Venstre, og i 1969 blev han æresmedlem af Hillerød Venstreforening. Som noget helt andet var han bestyrelsesmedlem i Bohnstedt-Petersen A/S (dansk samlefabrik og importør af Mercedes-biler i Hillerød).
Han var Ridder af Dannebrog.